# Kanton Guidel
 Guidel  is een kanton van het Franse departement Morbihan. Het kanton maakt deel uit van het Lorient.

In 2020 telde het 41.837 inwoners.

Het kanton werd gevormd ingevolge het decreet van 21 februari 2014, met uitwerking op 22 maart 2015, met Guidel als hoofdplaats.

## Gemeenten
Het kanton omvat volgende gemeenten:
- Guidel
- Bubry
- Calan
- Cléguer
- Gestel
- Inguiniel
- Inzinzac-Lochrist
- Lanvaudan
- Plouay
- Pont-Scorff
- Quistinic